# Barneville-sur-Seine
Barneville-sur-Seine – miejscowość i gmina we Francji, w regionie Normandia, w departamencie Eure. Przez miejscowość przepływa Sekwana. 
Według danych na rok 1990 gminę zamieszkiwało 427 osób, a gęstość zaludnienia wynosiła 49 osób/km² (wśród 1421 gmin Górnej Normandii Barneville-sur-Seine plasuje się na 509. miejscu pod względem liczby ludności, natomiast pod względem powierzchni na miejscu 422.).